# 10 de outubro
10 de outubro é o 283.º dia do ano no calendário gregoriano (284.º em anos bissextos). Faltam 82 dias para acabar o ano.

## Eventos históricos

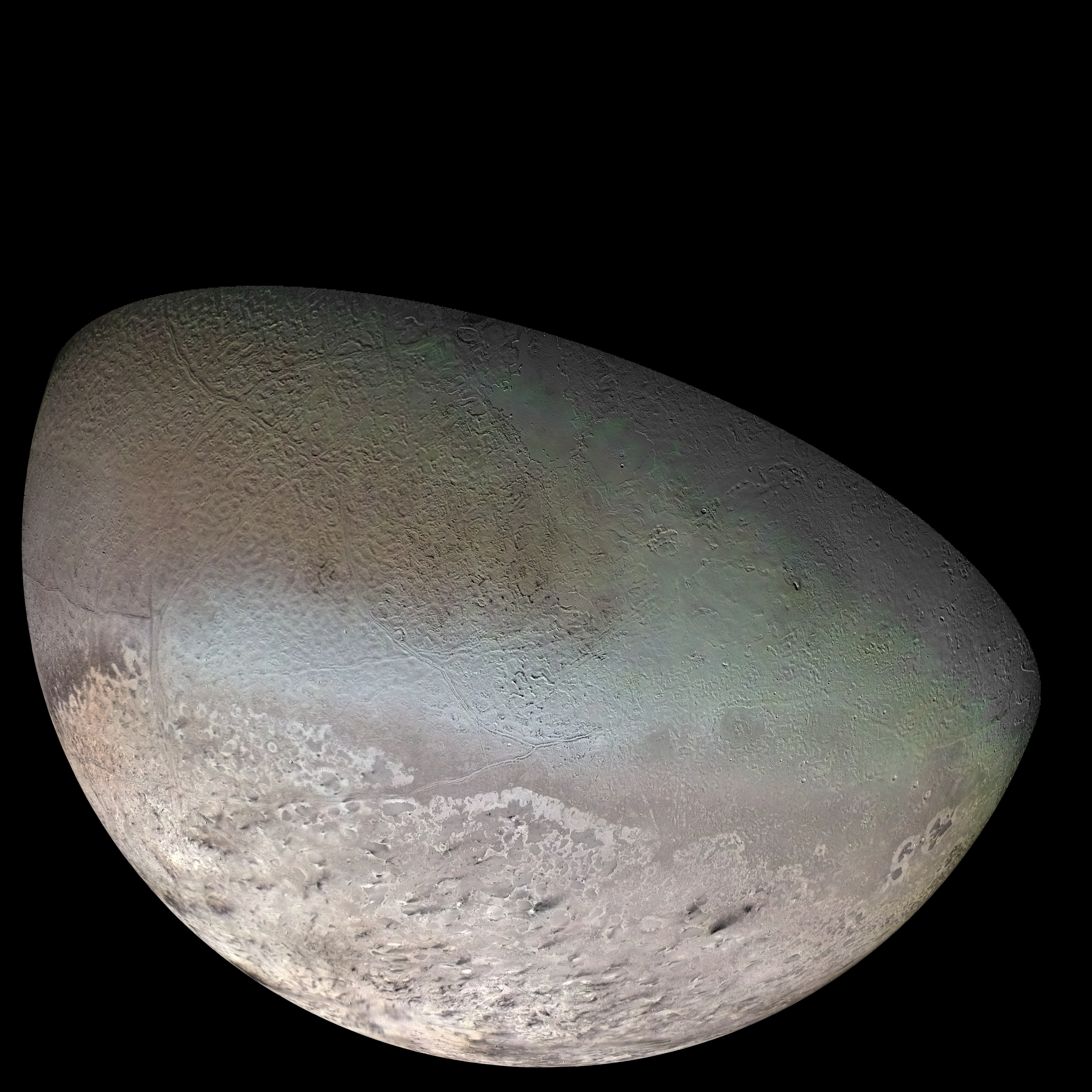
1846: Descoberta de Tritão

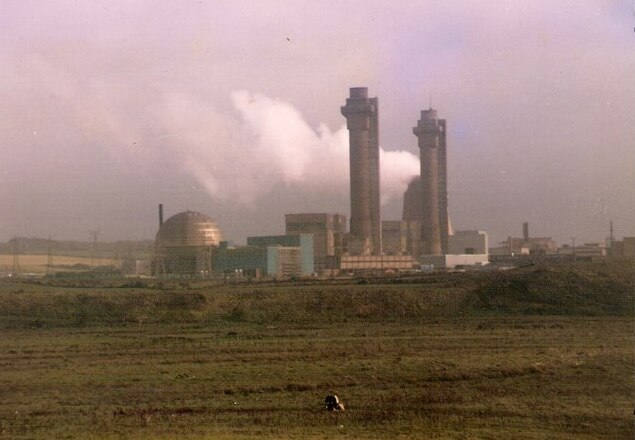
1957: O incêndio de Windscale

- 0019 — O general romano Germânico morre perto de Antioquia. Ele estava convencido de que a misteriosa doença que terminou em sua morte era resultado de envenenamento pelo governador sírio Cneu Calpúrnio Pisão.[1]
- 0680 — O neto de Maomé, Huceine ibne Ali, é decapitado pelas tropas do califa Iázide I.
- 0732 — As forças de Carlos Martel derrotam um exército omíada perto de Tours, na França.
- 1471 — Sten Sture, o Velho, regente da Suécia, com a ajuda de agricultores e mineiros, repele um ataque do rei Cristiano I da Dinamarca.
- 1492 — A tripulação do navio de Cristóvão Colombo, o Santa Maria, tenta um motim.[2]
- 1575 — As forças católicas, na França, sob o comando de Henrique I, Duque de Guise, derrotam os protestantes.[3]
- 1631 — Guerra dos Trinta Anos: um exército do Eleitorado da Saxônia conquista Praga.
- 1780 — O Grande furacão de 1780 mata de 20 000 a 30 000 pessoas no Caribe.
- 1822 — Acontece a primeira demissão de José Bonifácio de Andrada e Silva e Martim Francisco Ribeiro de Andrada do primeiro gabinete ministerial do Império do Brasil. Após 48 horas, são readmitidos, atendendo às representações dos procuradores-gerais e dos comandantes das guarnições sediadas no Rio de Janeiro.[4]
- 1826 — Memorial de Abel versando sobre funções transcendentais é apresentado à Academia de Ciências de Paris.
- 1845 — A Escola Naval dos Estados Unidos é inaugurada.
- 1846 — Tritão, a maior lua do planeta Netuno, é descoberta pelo astrônomo britânico William Lassell.
- 1866 — Guerra do Paraguai: Caxias é nomeado para comandante-chefe das tropas brasileiras.
- 1868 — A Guerra dos Dez Anos começa contra o domínio espanhol em Cuba.
- 1903 — A União Social e Política das Mulheres é fundada em apoio à emancipação das mulheres britânicas.
- 1911 — Estabelecimento da República da China (Taiwan) com a Revolução Xinhai.
- 1913 — O presidente dos Estados Unidos, Wilson, desencadeia a explosão do dique de Gamboa, completando uma grande construção no canal do Panamá.
- 1920 — O plebiscito da Caríntia determina que a maior parte do Ducado da Caríntia deve permanecer parte da Áustria.[5]
- 1928 — Chiang Kai-shek torna-se presidente da República da China.
- 1935 — Na Grécia, um golpe de Estado encerra a Segunda República Helênica.
- 1938 — Cumprindo o Acordo de Munique, a Tchecoslováquia conclui sua retirada da região dos Sudetos.
- 1957 — O incêndio de Windscale resulta no pior acidente nuclear da Grã-Bretanha.
- 1963
  - A França cede o controle da base naval de Bizerta à Tunísia.
  - Entra em vigor o Tratado de Interdição Parcial de Ensaios Nucleares.
- 1964 — A cerimônia de abertura dos Jogos Olímpicos de Tóquio é a primeira a ser transmitida ao vivo por satélites.
- 1967 — Entra em vigor o Tratado do Espaço Sideral.
- 1970
  - Independência das Ilhas Fiji.
  - A Crise de Outubro no Canadá aumenta quando o vice-premier de Quebec é sequestrado por membros da FLQ.
- 1975 — Papua-Nova Guiné é admitido como Estado-Membro da ONU.
- 1980
  - A Frente Farabundo Martí de Libertação Nacional é fundada em El Salvador.
  - Um terremoto de 7,1 mw abala o norte da Argélia, matando 2 633 e ferindo 8 369.[6]
- 1986 — Um terremoto de 5,7 mw em San Salvador abala El Salvador, matando 1 500 pessoas.[7]
- 1997 — Voo Austral Líneas Aéreas 2553 cai e explode no Uruguai, matando 74 pessoas.
- 2002 — Guerra do Iraque: o Congresso dos Estados Unidos aprova a Resolução de Autorização para o Uso da Força Militar Contra o Iraque de 2002.[8]
- 2003 — Cientistas testam a teoria da gravidade de Einstein através da sonda Cassini.
- 2007 — Sheikh Muszaphar Shukor torna-se o primeiro malaio no espaço a bordo da Soyuz TMA-11.
- 2009 — Armênia e Turquia assinam os Protocolos de Zurique, destinados a normalizar as relações. No entanto, eles nunca são ratificados por nenhum dos lados.
- 2010 — As Antilhas Neerlandesas concluem seu processo de desintegração territorial.
- 2015 — Duas bombas explodem na capital turca Ancara matando 102 pessoas e ferindo outras 400.
- 2018 — O furacão Michael chega ao Panhandle da Flórida como um furacão catastrófico de categoria 5.

## Nascimentos

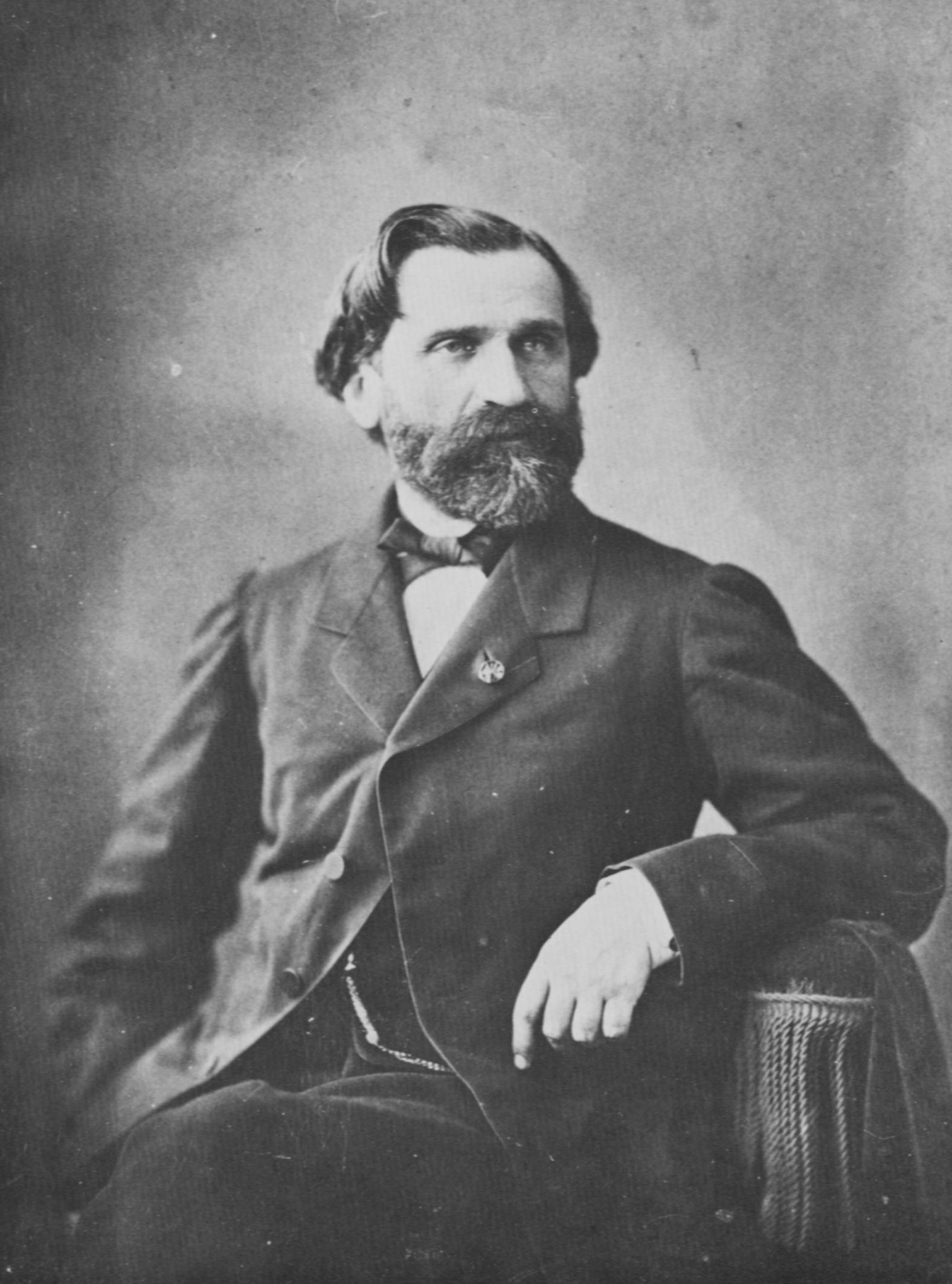
Giuseppe Verdi

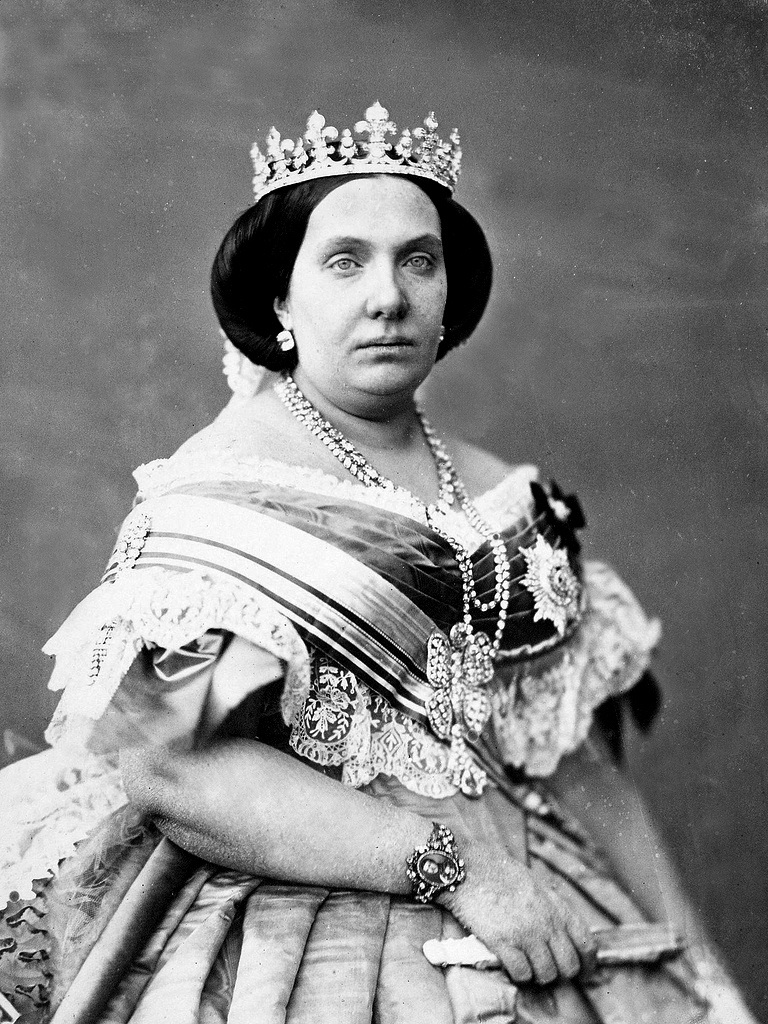
Isabel II da Espanha

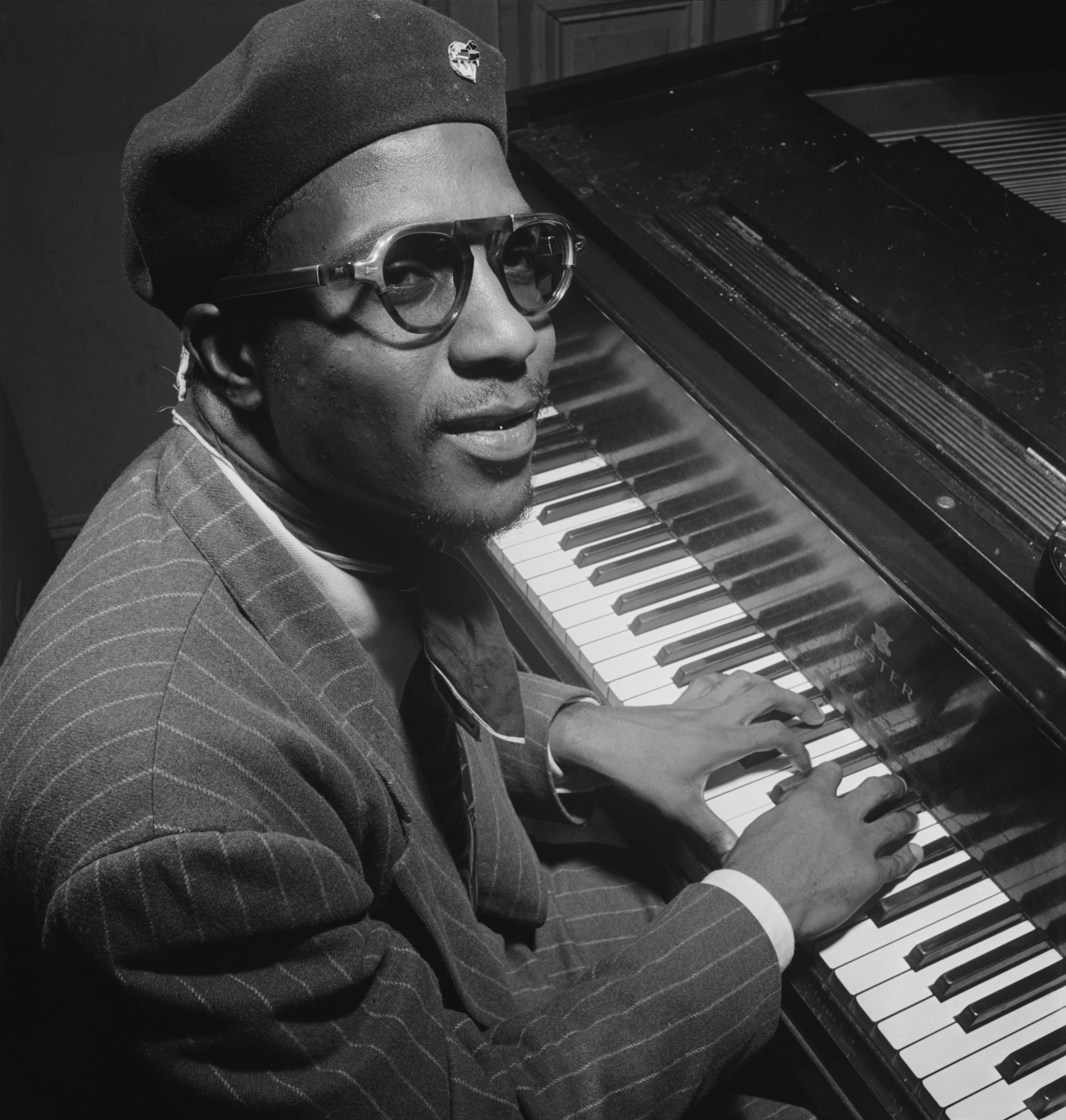
Thelonious Monk

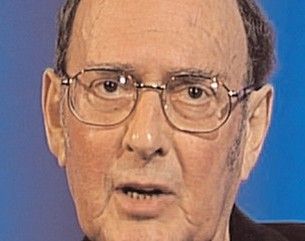
Harold Pinter

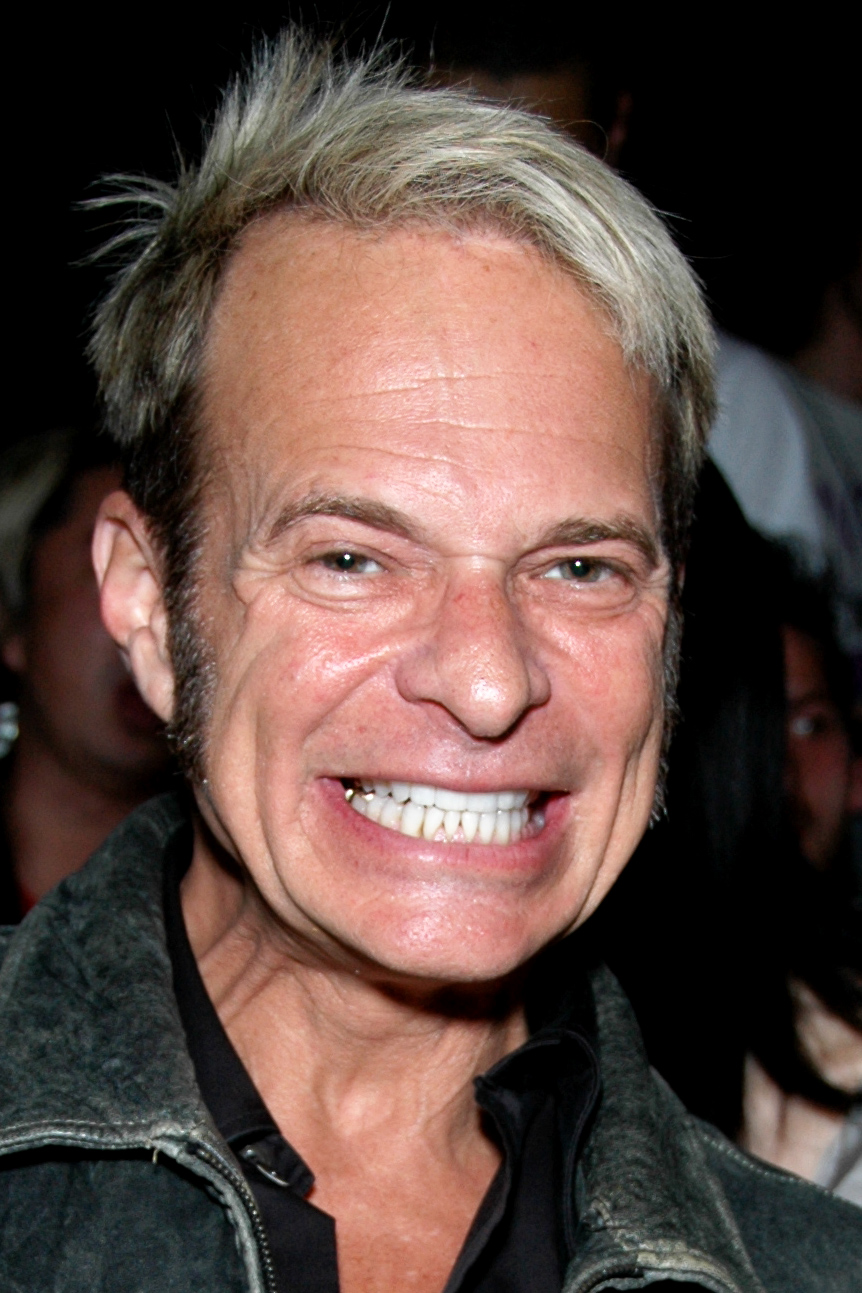
David Lee Roth

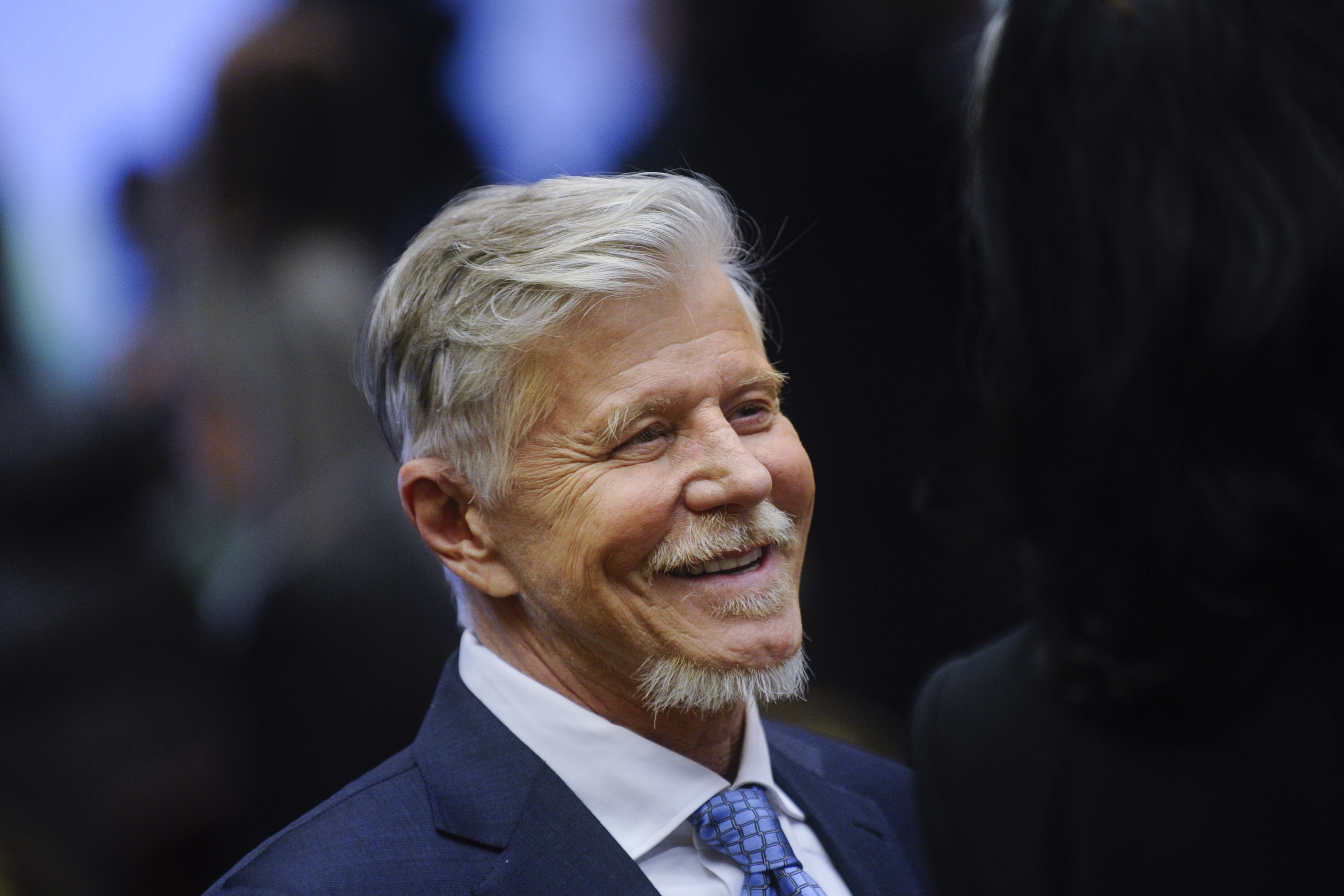
Miguel Falabella

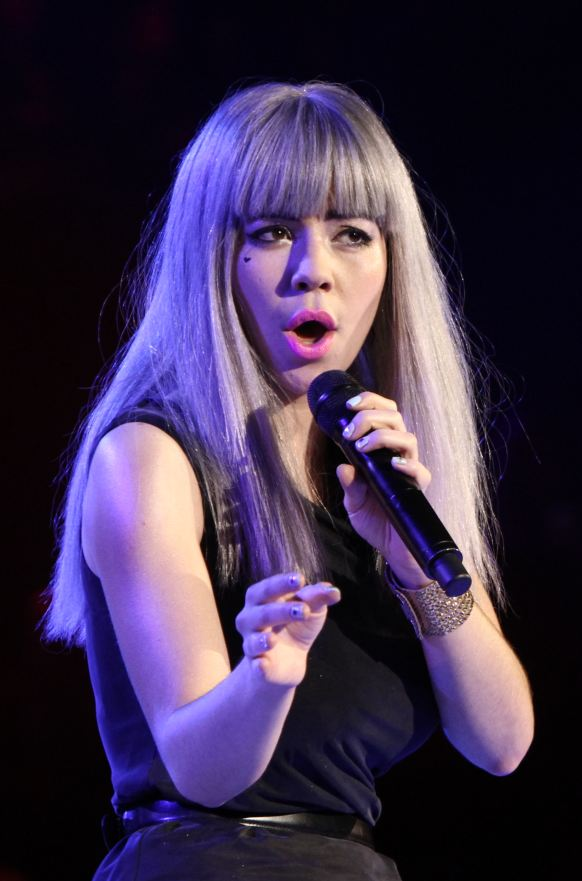
Marina

### Anteriores ao século XIX
- 0019 — Tibério Gêmelo, neto do imperador romano Tibério (m. 38).
- 1332 — Carlos II de Navarra (m. 1387).
- 1486 — Carlos III, Duque de Saboia (m. 1553).
- 1560 — Jacó Armínio, teólogo neerlandês (m. 1609).
- 1567 — Catarina Micaela da Áustria, duquesa de Saboia (m. 1597).
- 1678 — John Campbell, 2.º Duque de Argyll (m. 1743).
- 1684 — Antoine Watteau, pintor francês (m. 1721).
- 1700 — Lambert Sigisbert Adam, escultor francês (m. 1759).
- 1731 — Henry Cavendish, cientista britânico (m. 1810).
- 1780 — John Abercrombie, médico britânico (m. 1844).

### Século XIX
- 1802 — Maria Francisca de Abreu Pereira Cirne, condessa de Almada (m. 1860).
- 1813 — Giuseppe Verdi, compositor de óperas italiano (m. 1901).
- 1825 — Paul Kruger, político sul-africano (m. 1904).
- 1830 — Isabel II de Espanha (m. 1904).
- 1834 — Aleksis Kivi, escritor finlandês (m. 1872).
- 1837 — Robert Gould Shaw, militar estadunidense (m. 1863).
- 1858 — Maurice Prendergast, pintor estadunidense (m. 1924).
- 1861
  - Fridtjof Nansen, explorador norueguês (m. 1930).
  - Claudio Williman, político uruguaio (m. 1934).
- 1872 — Dionysios Kasdaglis, tenista grego (m. 1931).
- 1875 — Francisco da Baviera (m. 1957).
- 1884 — Ida Wüst, atriz e roteirista alemã (m. 1958).
- 1885 — José Alvalade, dirigente desportivo português (m. 1918).
- 1886 — Arvid Holmberg, ginasta sueco (m. 1958).
- 1891 — Raymond Bernard, cineasta francês (m. 1977).
- 1892 — Earle Dickson, inventor estadunidense (m. 1961).
- 1893 — Willi Apel, musicólogo, filósofo e matemático alemão (m. 1988).
- 1895
  - Lin Yutang, escritor chinês (m. 1976).
  - Wolfram von Richthofen, oficial alemão (m. 1945).
- 1900 — Helen Hayes, atriz estadunidense (m. 1993).

### Século XX

#### 1901–1950
- 1901 — Alberto Giacometti, artista plástico suíço (m. 1966).
- 1903
  - Carlos, Conde de Flandres (m. 1983).
  - John Eldridge, Jr., militar estadunidense (m. 1942).
  - Carlos Alves Júnior, futebolista português (m. 1970).
- 1904 — Gordon Wiles, diretor de arte norte-americano (m. 1950).
- 1905 — Franz Augsberger, militar austríaco (m. 1945).
- 1908
  - Mercè Rodoreda, escritora espanhola (m. 1983).
  - Johnny Green, compositor e músico estadunidense (m. 1989).
- 1910 — Johann Urbanek, futebolista austríaco (m. 2000).
- 1913
  - Claude Simon, escritor malgaxe-francês (m. 2005).
  - Isabel Maria da Baviera (m. 2005).
- 1916 — Bernard Heuvelmans, zoólogo belga (m. 2001).
- 1917 — Thelonious Monk, pianista e compositor de jazz estadunidense (m. 1982).
- 1918 — Yigal Allon, general e político israelense (m. 1980).
- 1919 — José Luis Hidalgo, pintor e poeta espanhol (m. 1947).
- 1920 — Jean-Michel Coulon, pintor francês (m. 2014).
- 1923 — Murray Walker, narrador e jornalista esportivo britânico (m. 2021).
- 1924
  - Ed Wood, cineasta estadunidense (m. 1978).
  - James Clavell, escritor e diretor de cinema britânico (m. 1994).
  - Lídia Mattos, atriz brasileira (m. 2013).
- 1926 — Richard Jaeckel, ator estadunidense (m. 1997).
- 1927 — Dana Elcar, ator e cineasta estadunidense (m. 2005).
- 1930
  - Harold Pinter, dramaturgo britânico (m. 2008).
  - Eugenio Castellotti, automobilista italiano (m. 1957).
  - Yves Chauvin, químico francês (m. 2015).
  - Araquén Peixoto, músico brasileiro (m. 2008).
- 1932 — Jacqueline Laurence, atriz franco-brasileira (m. 2024).
- 1933
  - Jay Sebring, cabeleireiro estadunidense (m. 1969).
  - Anilza Leoni, atriz e cantora brasileira (m. 2009).
- 1935
  - Hermann Nuber, futebolista alemão (m. 2022).
  - Jaime Silva Gómez, futebolista e treinador de futebol colombiano (m. 2003).
- 1936
  - Gerhard Ertl, químico e físico alemão.
  - Dickie Rock, cantor irlandês (m. 2024).
- 1937 — Peter White, ator norte-americano (m. 2023).
- 1939
  - Neil Sloane, matemático britânico.
  - Jacqueline Mars, empresária norte-americana.
  - Abdul Ati al-Obeidi, político e diplomata líbio (m. 2023).
- 1940
  - Takuji Hayata, ex-ginasta japonês.
  - Marcio Lott, cantor brasileiro.
- 1941
  - Peter Coyote, ator estadunidense.
  - Ken Saro-Wiwa, escritor e ativista nigeriano (m. 1995).
  - Jacob Nena, político micronésio (m. 2022).
- 1942 — Radu Vasile, político romeno (m. 2013).
- 1943 — Reinhard Libuda, futebolista alemão (m. 1996).
- 1944
  - Petar Zhekov, futebolista búlgaro (m. 2023).
  - Francisco Sagasti, engenheiro, acadêmico e político peruano, 98.º presidente do Peru.
- 1946
  - Naoto Kan, político japonês.
  - Charles Dance, ator britânico.
  - Ben Vereen, ator, dançarino e cantor estadunidense.
  - Aladim Luciano, ex-futebolista e político brasileiro.
  - Edoardo Reja, ex-futebolista e treinador de futebol italiano.
- 1947 — Mambwene Mana, ex-futebolista congolês.
- 1948 — Séverine, cantora francesa.
- 1949 — Jessica Harper, atriz, escritora e cantora norte-americana.
- 1950 — Nora Roberts, escritora estadunidense.

#### 1951–2000
- 1951
  - Jeanette, cantora britânica.
  - Dmitri Svetozarov, diretor de cinema e roteirista russo.
- 1952
  - Siegfried Stohr, ex-automobilista italiano.
  - Yeshey Zimba, político butanês.
- 1953 — Midge Ure, cantor, compositor, produtor musical e guitarrista britânico.
- 1954
  - David Lee Roth, músico estadunidense.
  - Juliane Koepcke, zoóloga alemã.
  - Fernando Santos, ex-futebolista e treinador de futebol português.
- 1955
  - Hippolyte Girardot, ator francês.
  - Aleksandr Bubnov, ex-futebolista e treinador de futebol russo.
- 1956
  - Fiona Fullerton, atriz britânica.
  - Miguel Falabella, ator, apresentador e diretor brasileiro.
  - Taur Matan Ruak, político timorense.
  - Raúl Gorriti, futebolista peruano (m. 2015).
- 1957
  - Rumiko Takahashi, mangaka japonesa.
  - Porfirio Armando Betancourt, futebolista hondurenho (m. 2021).
- 1958
  - J. Eddie Peck, ator estadunidense.
  - John Grunsfeld, astronauta norte-americano.
- 1959
  - Michael Klein, futebolista romeno (m. 1993).
  - Eric Fellner, produtor de cinema britânico.
  - Kirsty MacColl, cantora britânica (m. 2000).
  - Bradley Whitford, ator norte-americano.
  - Igor Sergei Klinki, escritor ucraniano.
- 1960
  - Eric Martin, cantor estadunidense.
  - Simon Townshend, guitarrista britânico.
- 1961 — Jodi Benson, atriz e cantora estadunidense.
- 1962
  - Fahad Abdulrahman, ex-futebolista emiratense.
  - Chalermpol Malakham, cantor tailandês.
  - Aurelio Pesoa Ribera, bispo católico boliviano.
  - Rex Walheim, ex-astronauta norte-americano.
- 1963
  - Jolanda de Rover, ex-nadadora neerlandesa.
  - Anita Mui, atriz e cantora chinesa (m. 2003).
  - Bjørn Kristensen, ex-futebolista dinamarquês.
- 1964
  - Rosana Garcia, atriz e preparadora de atores brasileira.
  - Guy Hellers, ex-futebolista e treinador de futebol luxemburguês.
  - Sarah Lancashire, atriz britânica.
  - Maxi Gnauck, ex-ginasta alemã.
  - Mustapha Khalif, ex-futebolista marroquino.
- 1965
  - Toshimitsu Deyama, cantor japonês.
  - Chris Penn, ator estadunidense (m. 2006).
  - Rebecca Pidgeon, atriz estadunidense.
  - François Amégasse, ex-futebolista gabonês.
- 1966
  - Tony Adams, ex-futebolista e treinador de futebol britânico.
  - Bai Ling, atriz chinesa.
- 1967
  - Gavin Newsom, empresário e político norte-americano.
  - Michael Giacchino, compositor ítalo-estadunidense.
- 1968
  - Marinos Ouzounidis, ex-futebolista e treinador de futebol grego.
  - Jorginho, ex-jogador de futsal brasileiro.
- 1969 — Manu Bennett, ator neozelandês.
- 1970
  - Dean Kiely, ex-futebolista irlandês.
  - Paula Lima, cantora brasileira.
  - Olivier Niyungeko, treinador de futebol burundinês.
  - Matthew Pinsent, ex-remador britânico.
- 1971
  - Evgeny Kissin, pianista russo.
  - Graham Alexander, ex-futebolista e treinador de futebol britânico.
  - Tiffany Mynx, atriz e diretora estadunidense de filmes eróticos.
  - António João Neto, ex-futebolista angolano.
  - Reynald Pedros, ex-futebolista francês.
- 1972
  - Ricardo Sá Pinto, ex-futebolista e treinador de futebol português.
  - Joelle Carter, modelo e atriz canadense.
  - Patrícia Coelho, cantora, compositora e atriz brasileira.
  - Marcelo Negrão, ex-voleibolista brasileiro.
- 1973
  - Mario López, ator e apresentador de televisão estadunidense.
  - Vikash Dhorasoo, ex-futebolista francês.
- 1974
  - Dale Earnhardt Jr., ex-automobilista estadunidense.
  - Julio Ricardo Cruz, ex-futebolista argentino.
- 1975
  - Ramón Morales, ex-futebolista mexicano.
  - Craig Walton, triatleta australiano.
- 1976 — Bob Burnquist, skatista brasileiro.
- 1977
  - Roger Yasukawa, ex-automobilista nipo-estadunidense.
  - Avondale Williams, ex-futebolista e treinador de futebol virginense.
  - Shinya Nakano, motociclista japonês.
  - Brandon Vera, lutador norte-americano de artes marciais mistas.
- 1978
  - Luciano Henrique, ex-futebolista brasileiro.
  - Jodi Lyn O'Keefe, atriz estadunidense.
  - Ahmed Shaaban, ex-futebolista egípcio.
- 1979
  - Nicolás Massú, ex-tenista chileno.
  - John Machethe Muiruri, ex-futebolista queniano.
  - Wu Chun, ator, cantor e modelo bruneano.
  - Michal Mertiňák, ex-tenista eslovaco.
  - Joel Przybilla, ex-basquetebolista norte-americano.
- 1980
  - Fernanda Machado, atriz brasileira.
  - Francisco Bazán, ex-futebolista peruano.
- 1981
  - Jimmy Dixon, ex-futebolista liberiano.
  - Michael Oliver, ator estadunidense.
  - Willis Ochieng, ex-futebolista queniano.
  - Daisuke Nasu, ex-futebolista japonês.
- 1982
  - Tadas Klimavičius, basquetebolista lituano.
  - Yasser Al-Qahtani, ex-futebolista saudita.
  - Dan Stevens, ator britânico.
  - Erik Santos, ator e cantor filipino.
- 1983
  - Dandara Guerra, atriz brasileira.
  - Jelle Van Damme, ex-futebolista belga.
  - Mouritala Ogunbiyi, ex-futebolista beninense.
  - Jack Savoretti, cantor britânico.
- 1984
  - Chiaki Kuriyama, atriz japonesa.
  - Capitão Derrite, policial militar e político brasileiro.
  - Miguel Ângelo, ex-futebolista português.
  - Márcio Vieira, futebolista luso-andorrano.
- 1985
  - Sandra Záhlavová, tenista tcheca.
  - Adrián Gabbarini, futebolista argentino.
  - Marina Diamandis, cantora britânica.
- 1986
  - Ezequiel Garay, ex-futebolista argentino.
  - Lucy Griffiths, atriz britânica.
  - Stephanie Labbé, futebolista canadense.
  - Pierre Rolland, ciclista francês.
- 1987
  - Carla Esparza, lutadora estadunidense de artes marciais mistas.
  - Tamires, futebolista brasileira.
- 1988
  - Jason Moore, automobilista britânico.
  - Ideye Brown, futebolista nigeriano.
  - Rose McIver, atriz neozelandesa.
- 1989
  - Parfait Mandanda, futebolista congolês.
  - Aimee Teegarden, atriz estadunidense.
- 1990 — Rafael Tolói, futebolista ítalo-brasileiro.
- 1991
  - Gabriella Cilmi, cantora australiana.
  - Kirsten Olson, patinadora artística e atriz estadunidense.
  - Xherdan Shaqiri, futebolista suíço.
  - Lali Espósito, cantora e atriz argentina.
  - Lucas Lima, futebolista brasileiro.
  - Mohammed Al-Owais, futebolista saudita.
- 1992
  - Zhano Ananidze, ex-futebolista georgiano.
  - Makuntima Kisombe, futebolista congolês.
  - Gabrielle Aplin, cantora britânica.
- 1993
  - Nako Motohashi, jogadora de basquete japonesa.
  - Ilja Dragunov, lutador profissional russo.
- 1994
  - Bae Suzy, atriz e cantora sul-coreana.
  - Tereza Smitková, tenista tcheca.
  - Camila Martins Pereira, futebolista brasileira.
  - Koki Niwa, mesa-tenista japonês.
  - Kyle Allen, ator norte-americano.
- 1995
  - Ellen Perez, tenista australiana.
  - Gabriel Cortez, futebolista equatoriano.
- 1996
  - Carlos Eduardo Ferreira de Souza, futebolista brasileiro.
  - David Gaudu, ciclista francês.
- 1997 — Maxim Piskunov, ciclista russo.
- 1998
  - Fabio Di Giannantonio, motociclista italiano.
  - Alexys Brunel, ciclista francês.
  - Gabriel Baralhas, futebolista brasileiro.
- 1999 — Lee Eun-saem, atriz sul-coreana.
- 2000 — Daria Bilodid, judoca ucraniana.

### Século XXI
- 2002 — Thomas Kuc, ator brasileiro.

## Mortes

### Anteriores ao século XIX
- 0019 — Germânico, cônsul e general romano (n. 15 a.C.)
- 0644 — Paulino de Iorque (n. ?).
- 1503 — Pedro II, Duque de Bourbon (n. 1483).
- 1531 — Ulrico Zuínglio, teólogo suíço (n. 1484).
- 1581 — Braginoco, rei da Birmânia (n. 1516).
- 1634 — Henrique Lonck, militar e herói naval neerlandês (n. 1568).
- 1659 — Abel Tasman, navegador e explorador neerlandês (n. 1603).
- 1720 — Antoine Coysevox, escultor francês (n. 1640).

### Século XIX
- 1872 — William H. Seward, político estadunidense (n. 1801).
- 1877 — Johann Georg Baiter, filólogo e crítico textual suíço (n. 1801).
- 1881 — Daniel Comboni, padre e missionário italiano (n. 1831).
- 1894 — John Dugdale Astley, militar e desportista britânico (n. 1828).

### Século XX
- 1930 — Adolf Engler, botânico alemão (n. 1844).
- 1963 — Édith Piaf, cantora francesa (n. 1915).Edith Piaf

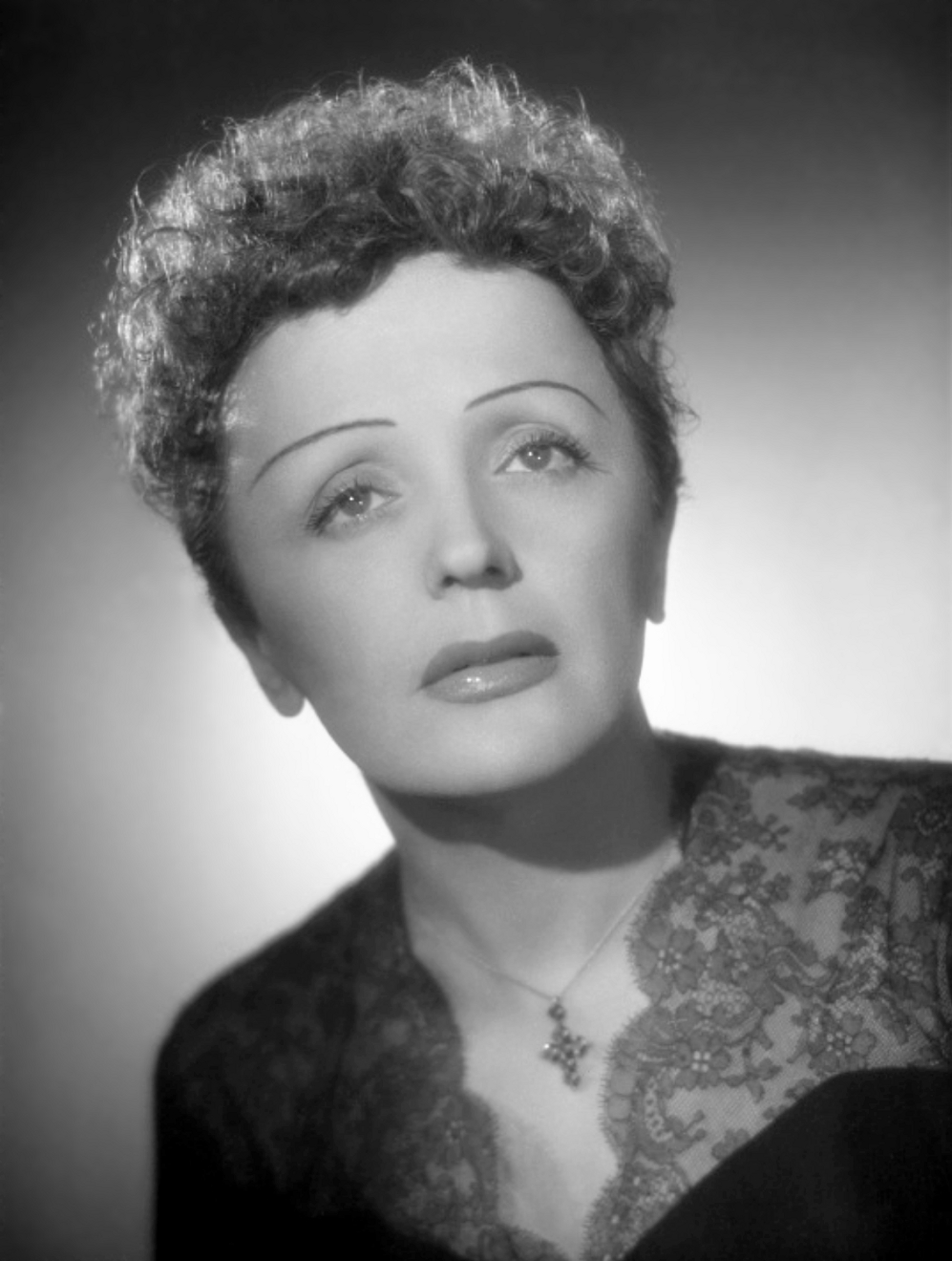
Edith Piaf

- 1973 — Ludwig von Mises, economista austríaco (n. 1881).
- 1985
  - Orson Welles, cineasta e ator estadunidense (n. 1915).
  - Yul Brynner, ator, cantor e cineasta russo-americano (n. 1920).
- 1999 — João Jorge Saad, empresário de comunicação brasileiro (n. 1919).
- 2000 — Sirimavo Bandaranaike, política srilanquêsa (n. 1916).

### Século XXI
- 2002 — Mario de las Casas, futebolista peruano (n. 1901).
- 2004 — Christopher Reeve, ator estadunidense (n. 1952).
- 2005 — Milton Obote, político ugandês (n. 1925).
- 2006 — Michael John Rogers, ornitólogo britânico (n. 1932).
- 2009 — Stephen Gately, cantor, compositor, dançarino e ator estadunidense (n. 1976).
- 2010 — Solomon Burke, cantor e compositor estadunidense (n. 1940).
- 2011 — Ray Aghayan, estilista e figurinista americano (n. 1928).
- 2012 — Carla Porta Musa, poetisa italiana (n. 1902).
- 2013
  - Tomoyuki Dan, dublador japonês (n. 1963).
  - Kumar Pallana, ator indiano (n. 1918).
- 2018 — Zíbia Gasparetto, escritora espiritualista brasileira (n. 1926).
- 2022 — Mário César Camargo, ator brasileiro (n. 1947).

## Feriados e eventos cíclicos
- Dia Mundial da Saúde Mental
- Dia Mundial Contra a Pena de Morte

### Brasil
- Dia Nacional de Luta contra a Violência à Mulher
- Aniversário da Cidade de Cerqueira César, São Paulo
- Aniversário da Cidade de São Borja e dia de seu Padroeiro São Francisco de Borja
- Aniversário da Cidade de Arapongas, Paraná
- Aniversário da Cidade de Laranjal Paulista, São Paulo
- Aniversário da Cidade de Campo Mourão, Paraná
- Aniversário da Cidade de João Alfredo, Pernambuco

### Santo do dia
- Daniel Comboni
- Gereão de Colônia
- Paulino de Iorque
- Pinito de Creta
- Pedro de Krutitsy
- Tanca de Troyes
- Vítor de Xanten

## Outros calendários
- No calendário romano era o 6.º dia (VI) antes dos idos de outubro.
- No calendário litúrgico tem a letra dominical C para o dia da semana.
- No calendário gregoriano a epacta do dia é xiii.